# Tănătarii Noi, Căușeni
Tănătarii Noi este satul de reședință al comunei cu același nume  din raionul Căușeni, Republica Moldova.

## Demografie

### Structura etnică
Structura etnică a satului Tănătarii Noi conform recensământului populației din 2004:
| Grup etnic                                               | Populație | % Procentaj  |
| -------------------------------------------------------- | --------- | ------------ |
| Băștinași declarați Moldoveni Băștinași declarați Români | 405 1     | 98,54% 0,24% |
| Ruși                                                     | 4         | 0,97%        |
| Ucraineni                                                | 1         | 0,24%        |
| Total                                                    | 411       |              |